# Wang Yuegu
Wang Yuegu (Liaoning, 31 de agosto de 1986) é uma mesa-tenista de Singapura. 

## Carreira
Wang Yuegu representou seu país nos Jogos Olímpicos de 2008, e 2012 na qual conquistou a medalha de prata e dois bronzes. 